# Tipula (Arctotipula) quadriloba
Tipula (Arctotipula) quadriloba is een tweevleugelige uit de familie langpootmuggen (Tipulidae). De soort komt voor in het Palearctisch gebied.